# Puy-de-Cornut-Arkose
Die Puy-de-Cornut-Arkose ist eine geologische Formation aus dem Ordovizium des französischen Massif Central. Die Formation bildet Teil der Génis-Einheit.

## Etymologie
Die Puy-de-Cornut-Arkose ist nach ihrer Typlokalität benannt – dem südlich des Weilers Cornut (Gemeinde Génis) gelegenen, 368 Meter hohen Puy-de-Cornut.

## Geographie und Geologie

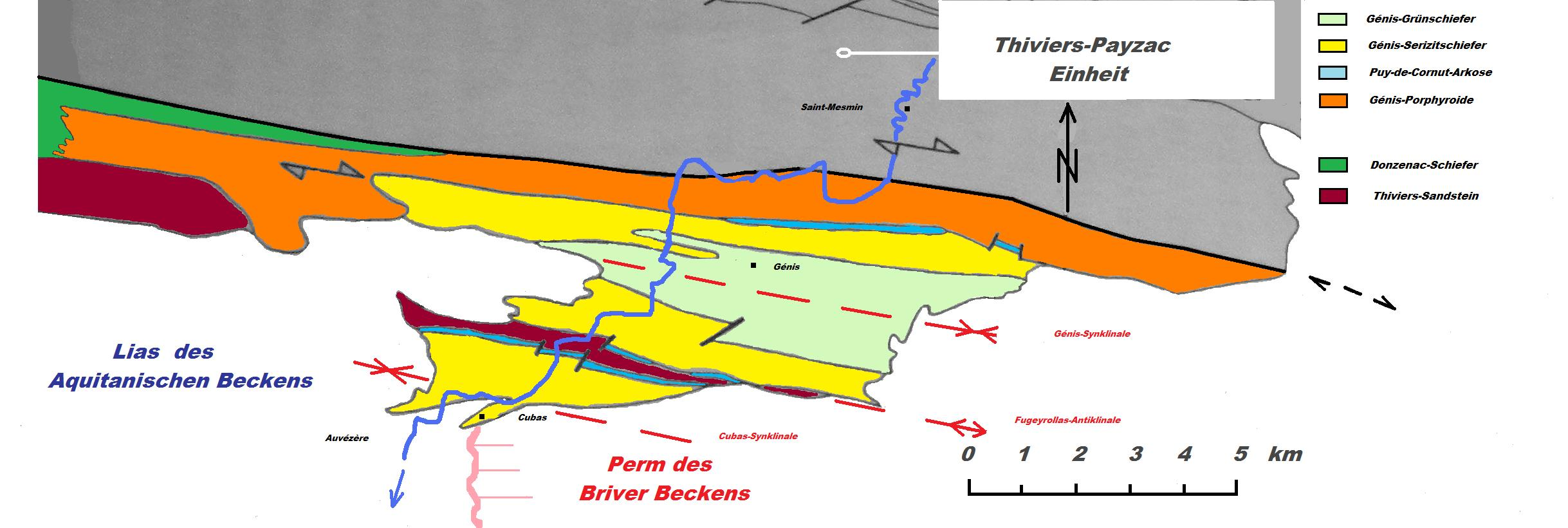
Geologische Karte der Génis-Einheit – in Hellblau die Puy-de-Cornut-Arkose.

Die Puy-de-Cornut-Arkose, im Französischen auch als Arkoses du Moulin du Guimalet bezeichnet, ist eine niedrig gradig metamorphosierte, stark verkieselte Arkose, die im Gelände Härtlingsrücken bildet. Die hellen Metaarkosen erreichen nur eine Mächtigkeit von 1 bis 15 Meter. Sie folgen mit einer Winkeldiskordanz auf die unterlagernden Génis-Porphyroide und werden ihrerseits von den Génis-Serizitschiefern überlagert.
Die Puy-de-Cornut-Arkose ist im Nordschenkel der Génis-Synklinale sowie im Nord- und Südschenkel der Fougeyrollas-Antiklinale aufgeschlossen. Ihr Vorkommen entlang der beiden Nordschenkel ist jedoch nicht kontinuierlich, sondern perlschnurartig unterbrochen. Dies lässt sich durch ihr transgressives Verhalten erklären – sie greift beispielsweise im Bereich der Fougeyrollas-Antiklinale sogar noch bis auf den Thiviers-Sandstein herunter, da die unterlagernden Metaignimbrite hier auskeilen. Ihr Aufschluss am Südschenkel der Fougeyrollas-Antiklinale ist kontinuierlich, wird aber von Querbrüchen versetzt. Dieses dünne, 4 Kilometer lange Aufschlussband wird im Nordwesten südwestlich von Anlhiac von Liassedimenten des Aquitanischen Beckens überdeckt. Im Südosten taucht es unter die permischen Rotsedimente des Briver Beckens ab. Die Formation erscheint dann erneut in drei isolierten Vorkommen nördlich von Cherveix-Cubas im Cubas-Synklinal.
Die Puy-de-Cornut-Arkose wird oft als stratigraphisches Äquivalent des Puy-des-Âges-Quarzits aus der benachbarten Thiviers-Payzac-Einheit angesehen. Auch eine Verwandtschaft zum Grès armoricain der Bretagne wird in Betracht gezogen.

## Petrologie

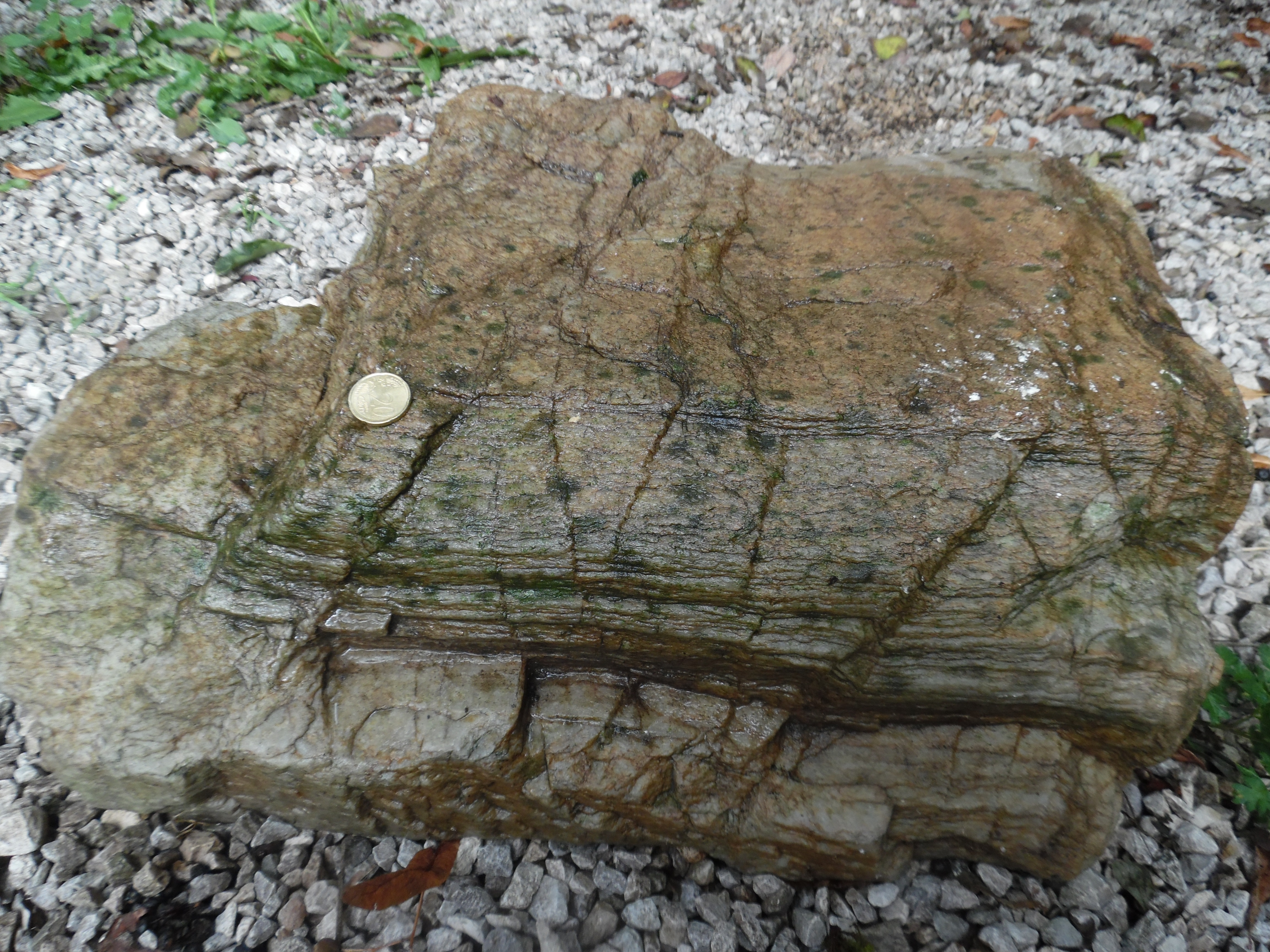
Der durchaus vergleichbare Quarzit vom Puy des Âges bei Payzac im Département Dordogne.

Die Puy-de-Cornut-Arkose kann petrologisch in zwei Fazies unterteilt werden (vom Hangendem zum Liegenden):
- feldspatführende Quarzite
- grobe Arkosen.

Die basalen groben Arkosen werden rund 5 Meter mächtig. Sie sind beige oder rosafarben, ihre Korngröße schwankt zwischen mittel- und grobkörnig. Sie setzen sich aus gleichkörnigem Quarz und Feldspäten zusammen, oft auch ohne Zement. Der Quarz stellt zwischen 40 und 60 Volumenprozent des Detritus und kann stark deformiert sein. Die detritischen Feldspäte stammen aus den unterlagernden Metaignimbriten. Es überwiegt Alkalifeldspat, Plagioklas tritt nur selten auf. Die Hauptmasse des Detritus ist kataklastisch zerbrochen und die Einzelkörner werden von feinkörnigen Granulationen umgürtet. Im Vergleich zu den von ihnen wiederaufgearbeiteten Metaignimbrien sind die groben Arkosen wesentlich reicher an SiO2. Dies spiegelt eine Anreicherung an Quarz wider und eine Wegfuhr an Aluminium, Natrium und Kalium. Die Ursache hierfür liegt in der Zersetzung der Feldspäte im Verlauf der Arenitisation.
Die feldspatführenden Quarzite werden gut 10 Meter mächtig, sind weiß gefärbt und feinkörnig (Korngrößen 40 bis 100 μ). Ihr Detritus macht mehr als 50 Volumenprozent aus und besteht aus Quarz, selteneren Feldspäten und Muskovit. Das Gefüge ist kataklastisch. Der Zement besteht teils aus feinen Körnern, die aus dem Zerfall von Detritus entstanden sind, teils aus verfilztem Serizit und Chlorit. In gewissen Lagen hat sich Chlorit angereichert, so dass hier ein Grünschimmer vorherrscht.

### Chemische Zusammensetzung
| Oxid Gew. % | Arkose von Guimalet | Unterlagernder Metaignimbrit |
| ----------- | ------------------- | ---------------------------- |
| SiO2        | 89,12               | 73,03                        |
| TiO2        |                     |                              |
| Al2O3       | 6,01                | 14,27                        |
| Fe2O3       | 0,43 tot            | 0,49 tot                     |
| FeO         |                     |                              |
| MnO         |                     |                              |
| MgO         | 0,03                | 0,17                         |
| CaO         | 0,04                | 0,06                         |
| Na2O        | 1,19                | 1,77                         |
| K2O         | 1,94                | 8,74                         |
| P2O5        |                     |                              |
| H2O−        |                     |                              |
| H2O+        | 0,47                |                              |

Auffallend der sehr hohe SiO2-Gehalt von nahezu 90 Gewichtsprozent. Das Sediment ist verarmt an Al2O3 und Alkalien. Gesamteisen sowie MgO und CaO besitzen enorm niedrige Konzentrationen.

## Tektonik
Wie auch die anderen Formationen der Génis-Einheit ist die Puy-de-Cornut-Arkose intern stark verfaltet. Ihr Faltenbau mit einer Wellenlänge von rund 100 Meter ist engständig und aufrecht, die um die Horizontale streuenden Faltenachsen streichen Ostsüdost (N 110). Der Einfallswinkel der Schichtflächen schwankt nur geringfügig und beträgt 80° nach NNO oder SSW. Die individuellen Lagen wurden überdies von einer Knickfaltung in Anspruch genommen (Kleinfältelung), deren Asymmetrie eine rechtsseitige Scherung zu erkennen gibt.
Im spröden Stadium wurden die Arkosen von rechts versetzenden Schrägbrüchen durchsetzt. Diese streichen vorwiegend Nordost (N 045).

## Metamorphose
Die Puy-de-Cornut-Arkose unterlag einer grünschieferfaziellen Retromorphose, erkennbar am Auftreten von Chlorit.

## Alter

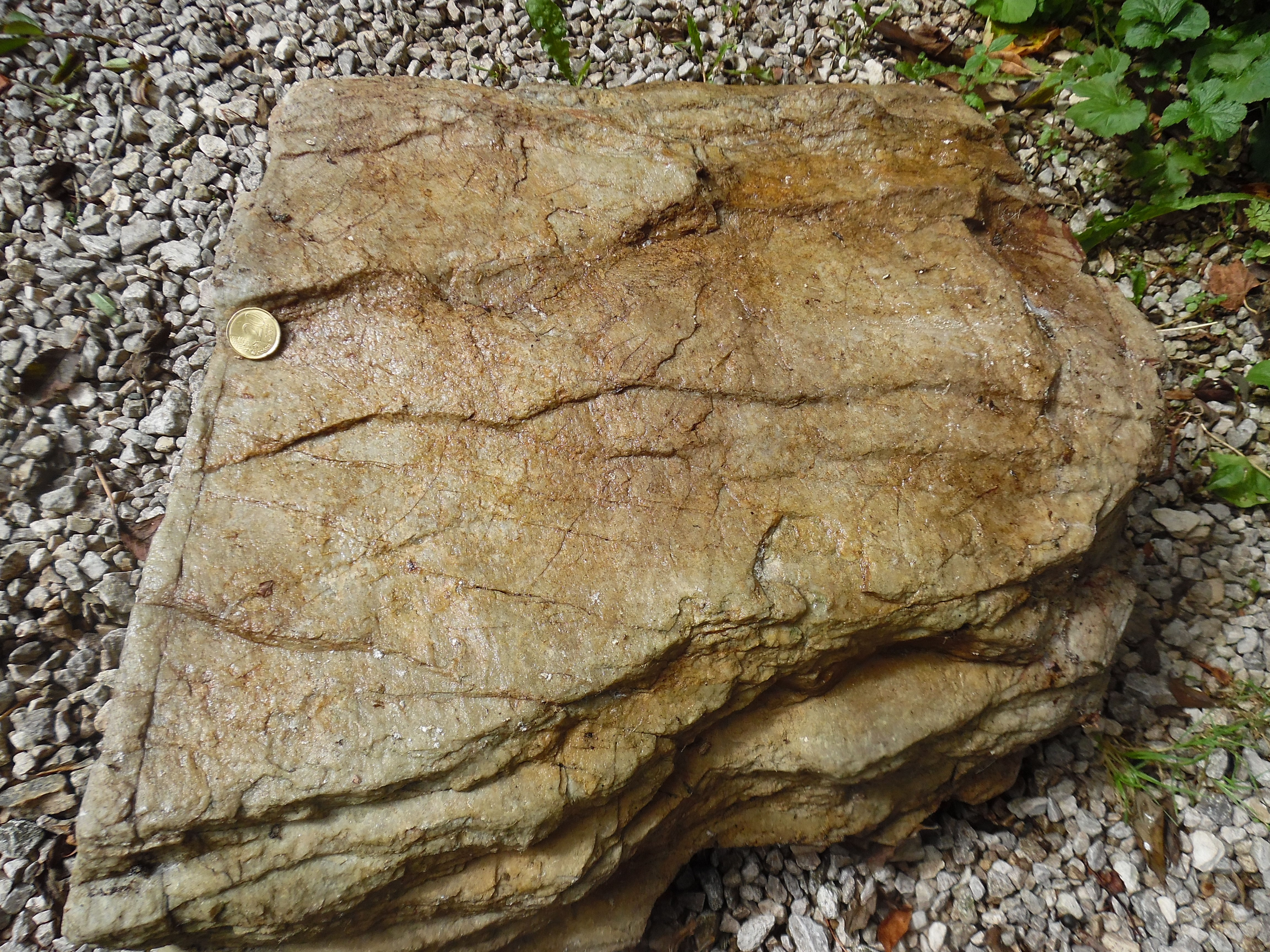
Puy-des-Âges-Quarzit

Die Puy-de-Cornut-Arkose ist noch nicht absolut datiert worden. Sie kann aber aufgrund ihrer sedimentologischen Affinitäten mit vergleichbaren Serien in den Synklinalen der Vendée ins Unterordovizium (Floium bzw. ehemaliges Arenig) gestellt werden. Dies entspricht in etwa dem Zeitraum 480 bis 470 Millionen Jahre.